# زاینده‌رود

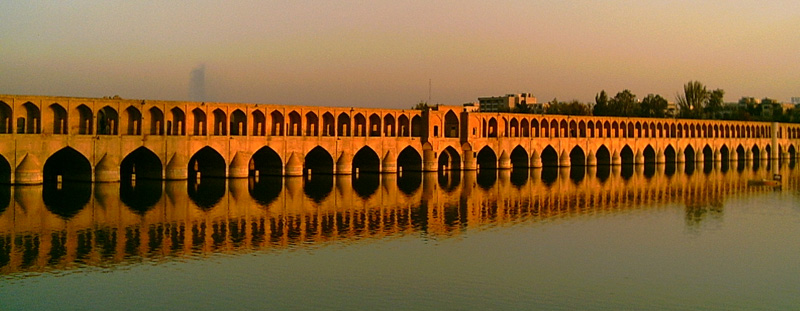
سی و سه پل

زاینده‌رود، بزرگ‌ترین و پرآب‌ترین رودخانه فلات مرکزی ایران است که از کوه‌های زاگرس مرکزی به ویژه زردکوه در استان چهارمحال و بختیاری سرچشمه گرفته و در دشت مرکزی ایران به سمت شرق پیش می‌رود تا در نهایت به تالاب گاوخونی می‌ریزد.
حوزه رودخانه زاینده‌رود ۴۱٬۵۰۰ کیلومتر مربع است. برآورد می‌شود جریان آب این رودخانه در مطلوب‌ترین شرایط ۱٬۲ کیلومتر مکعب در سال یا ۳۸ مترمکعب در ثانیه است.
زاینده‌رود ۱۱۸اُمین اثر طبیعی است که توسط سازمان میراث فرهنگی در ۲۰ بهمن ۱۳۸۹ در فهرست میراث طبیعی ایران قرار گرفت.

## سرچشمه‌های زاینده‌رود
سرشاخه اصلی زاینده‌رود، چشمه دیمه و تونل کوهرنگ در استان چهارمحال و بختیاری است؛ در ادامه رود پلاسجان وچشمه لنگان و چشمه مرغاب از استان اصفهان به این رودخانه می‌پیوندند و در نهایت آب زاینده‌رود وارد استان اصفهان می‌شود. برای انتقال آب کوهرنگ به فلات مرکزی ایران اقدامات زیادی به عمل آمده‌است که از آن جمله می‌توان به اولین تونل در منطقه کوهرنگ نام برد. این تونل جهت انتقال آب رودخانه کوهرنگ به زاینده‌رود در سال ۱۳۳۲ در منطقه کوهرنگ، ایجاد شد. تلاش برای انتقال آب کارون به زاینده‌رود به زمان‌های بسیار دور برمی‌گردد. در ۹۵۴ ه‍. ش شاه طهماسب اول مأموریت پیوستن این دو رود را به میر فضل‌الله شهرستانی، حاکم اصفهان سپرد. قرار بود که با کندن مسیری در کوه کارکنان این کار انجام شود؛ ولی بخاطر تحولاتی این کار به سرانجام نرسید. در زمان صفویان، شاه عباس کبیر در سال ۹۸۷ ه‍.ش میر جهانگیرخان آسترکی فرزند تاج‌میرخان آسترکی را مأمور الحاق آب کارون به زاینده‌رود نمود و در این خصوص گردنه کوهرنگ به چلگرد نیز شکافته شد و اکنون به نام کارکنان معروف است و پایه‌های سدی که بر رودخانه کوه‌رنگ احداث گردید نیز موجود است. اما با مرگ شاه عباس، این طرح ناتمام ماند. نخستین بررسی‌ها برای انتقال آب رودخانه کوهرنگ به حوضه زاینده‌رود به سال‌های پس از جنگ دوم جهانی بازمی‌گردد. در نتیجه بررسی‌ها طراحی و اجرای بند انحرافی و تونل اول کوهرنگ به وسیله مهندسان مشاور الکساندر گیپ واگذار گردید و در مهر ماه ۱۳۲۷ کار احداث تونل کوه‌رنگ آغاز شد و در مهرماه ۱۳۳۲ به بهره‌برداری رسید. این سیستم شامل بند و یک تونل ۲۹۰۰ متری به‌طور میانگین سالانه حدود ۲۵۵ میلیون متر مکعب آب را به حوضه زاینده‌رود منتقل می‌کند. تونل دوم نیز در همین منطقه بعد از انقلاب اسلامی ایران در سال۱۳۸۳ افتتاح گردید. همچنین سد تونل سوم کوهرنگ به بهره‌برداری نرسیده‌است.

## مادی‌ها
از رودخانه زاینده‌رود جهت آبیاری اراضی کشاورزی در اصفهان، چندین شاخه بزرگ جدا شده که در گویش اصفهانی به آن‌ها «مادی» می‌گویند، استفاده می‌شود.

## طرحهای انتقال آب زاینده‌رود
آورد طبیعی رود زاینده رود بیش از ۱ میلیارد متر مکعب در سال است. طرح‌های زیادی نیز برای انتقال آب از حوضه آبریز کارون بزرگ به منظور جبران بارگذاری های وزارت نیرو همچون انتقال آب به یزد ، انتقال آب به کاشان به‌وسیلهٔ تونل گلاب، انتقال آب به حوضه کارون با طرح غیرقانونی بن-بروجن و طرح های پمپاژ غیرقانونی فدک و عمان در سامان اجرا شده یا در حال اجرا یا مطالعه است. دبی طرحهای انتقال آب که با مخالفتهایی روبرو است بنا بر آمارهای رسمی وزارت نیرو به شرح زیر است. گفتنی است این آمارها در معرض تغییرات هستند. متأسفانه بعضی از افرادی که خود را متخصص می‌نامند ادعاهای نادرست درباره مقدار آب انتقالی داشته و مقدار آن را بیش از اعداد واقعی بیان میکنند و یا طرح های در حال مطالعه و تکمیل نشده را جزو آمار حساب میکنند. حتی در مواردی پا را فراتر گذاشته و با توهین به شعور مخاطبان ادعاهای بی اساسی همچون تونل های مخفی آب  مطرح میکنند.
طرحهای در حال بهره‌برداری

- تونل کوهرنگ ۱ - از کارون به زاینده رود -۲۹۳ میلیون متر مکعب[۵][۱۱][۱۲]
- تونل کوهرنگ ۲ - از کارون برای صنایع توسط وزارت نیرو - ۱۹۰ میلیون متر مکعب
- تونل چشمه لنگان - از فریدونشهر به زاینده رود - ۱۲۰ میلیون متر مکعب[۱۳]
- تونل خدنگستان - از چغیورت به زاینده‌رود - ۴۴ میلیون متر مکعب، قطر تونل: سه و دو دهم متر[۱۳][۱۴]
- طرح انتقال آب به یزد - از حوضه زاینده‌رود به حوضه کویر سیاه‌کوه - ۶۰ میلیون مترمکعب آب شرب و مقدار نا معلوم برای صنعت (دبی طراحی ۹۸ میلیون مترمکعب بوده‌است)[۱۵]
- طرح انتقال آب بن-بروجن - بازگشت آب انتقال یافته از کارون به زاینده رود در راستای جبران آب خروجی از حوزه بحرانی کارون - ۶۰ میلیون متر مکعب برای صنعت و شرب
- طرح انتقال تونل گلاب ۱ - از حوزه زاینده‌رود به کاشان برای تامین آب شرب

طرحهای در حال ساخت و مطالعه

- تونل کوهرنگ ۳ - از کارون به زاینده رود - ۱۲۰ میلیون متر مکعب [۱۶]
- طرح بهشت آباد - از کارون به فلات مرکزی - ۵۸۰ میلیون متر مکعب (این طرح برای تامین آب شرب سه استان یزد ، اصفهان و کرمان در حال مطالعه است.)[۱۷]
- طرح انتقال آب از ماندگان به اصفهان

به غیر از تونل اول کوهرنگ که پیشینه تاریخی دارد و تاریخ شروع آن به دوره صفویه می‌رسد بقیه طرح ها برای جبران برداشت ها و بارگذاری ها بر روی زاینده رود بوده به بیان دیگر مسئولان در گذشته از زاینده‌رود برای اهداف آبی مختلف آب قرض کرده اند و طرح های آب بدهی آنها به این حوزه است که آن را نپرداخته اند و امروز زاینده رود در بحران است. 
قصه پرغصه زاینده‌رود را حالا بیش از دودهه است که همه می‌دانند؛ رودی که این روزها جز بستری خشک و محلی برای دفن زباله‌های پلاستیکی چیزی از آن باقی نمانده است و نبود آب نیز باعث شده تا تنش‌هایی بین اصفهان و استان‌های همسایه به وجود آید. نمونه آن نیز عملیاتی‌شدن طرح بن-بروجن در سال گذشته بود که بارها اصفهانی‌ها به‌ویژه کشاورزان با اجرای آن مخالفت کرده بوند.
طرح آب کوهرنگ ۲ برای تخصیص آب به صنایع اصفهان توسط وزارت نیرو

## وضعیت جریان رودخانه

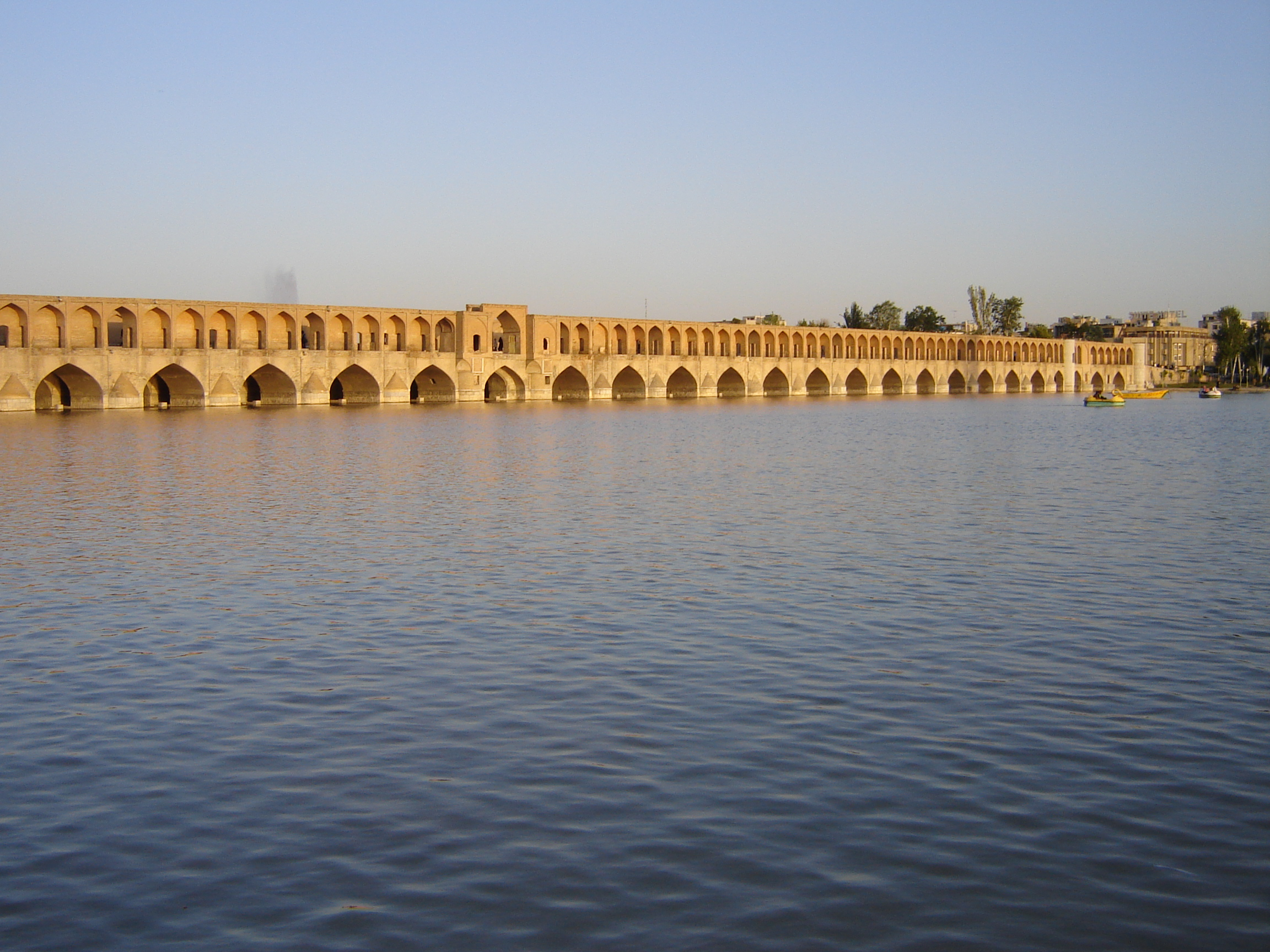
رودخانه زاینده‌رود در اصفهان در زمان جریان آب

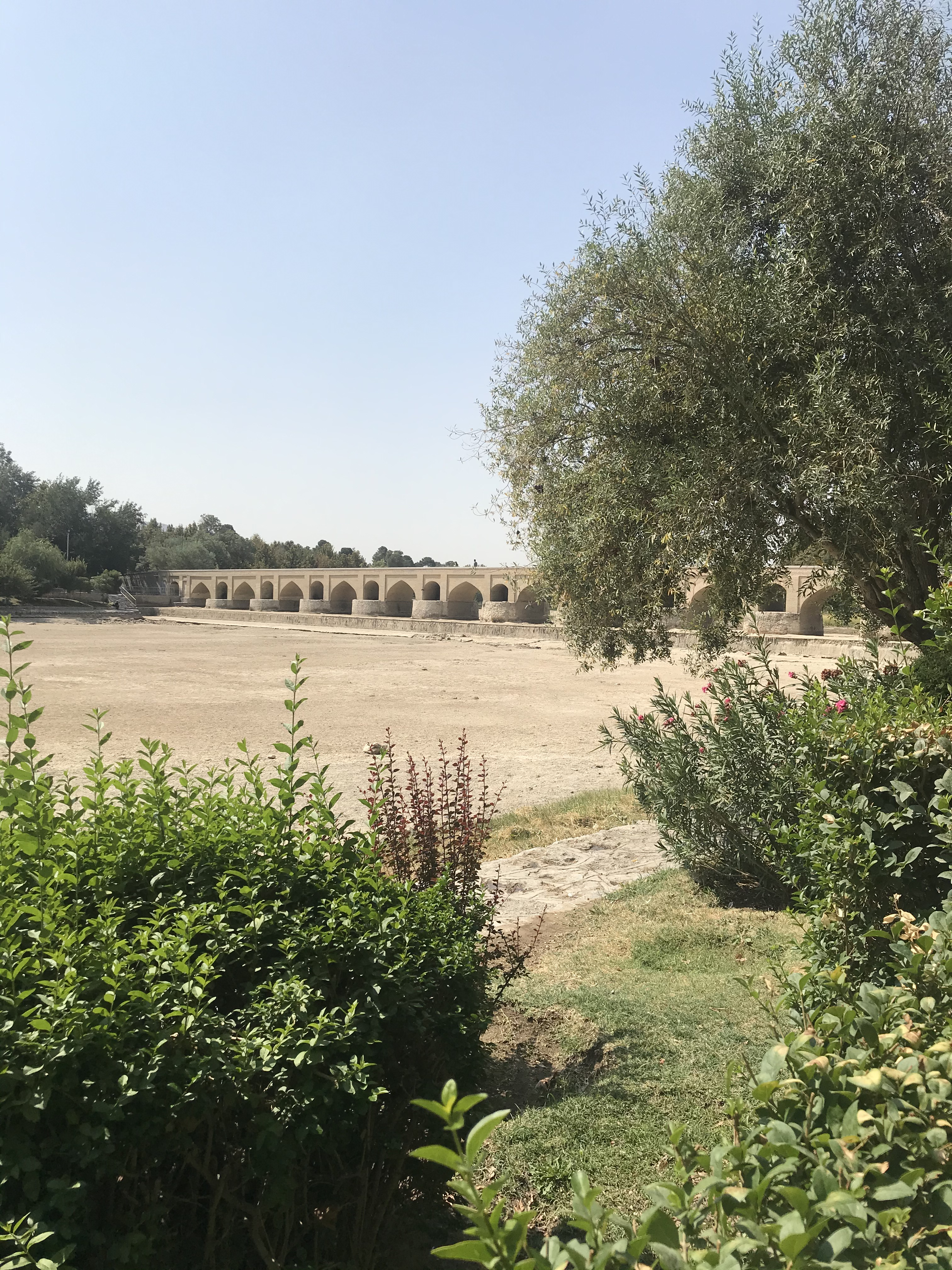
رودخانه زاینده‌رود در اصفهان در دوره خشک

## پل‌ها

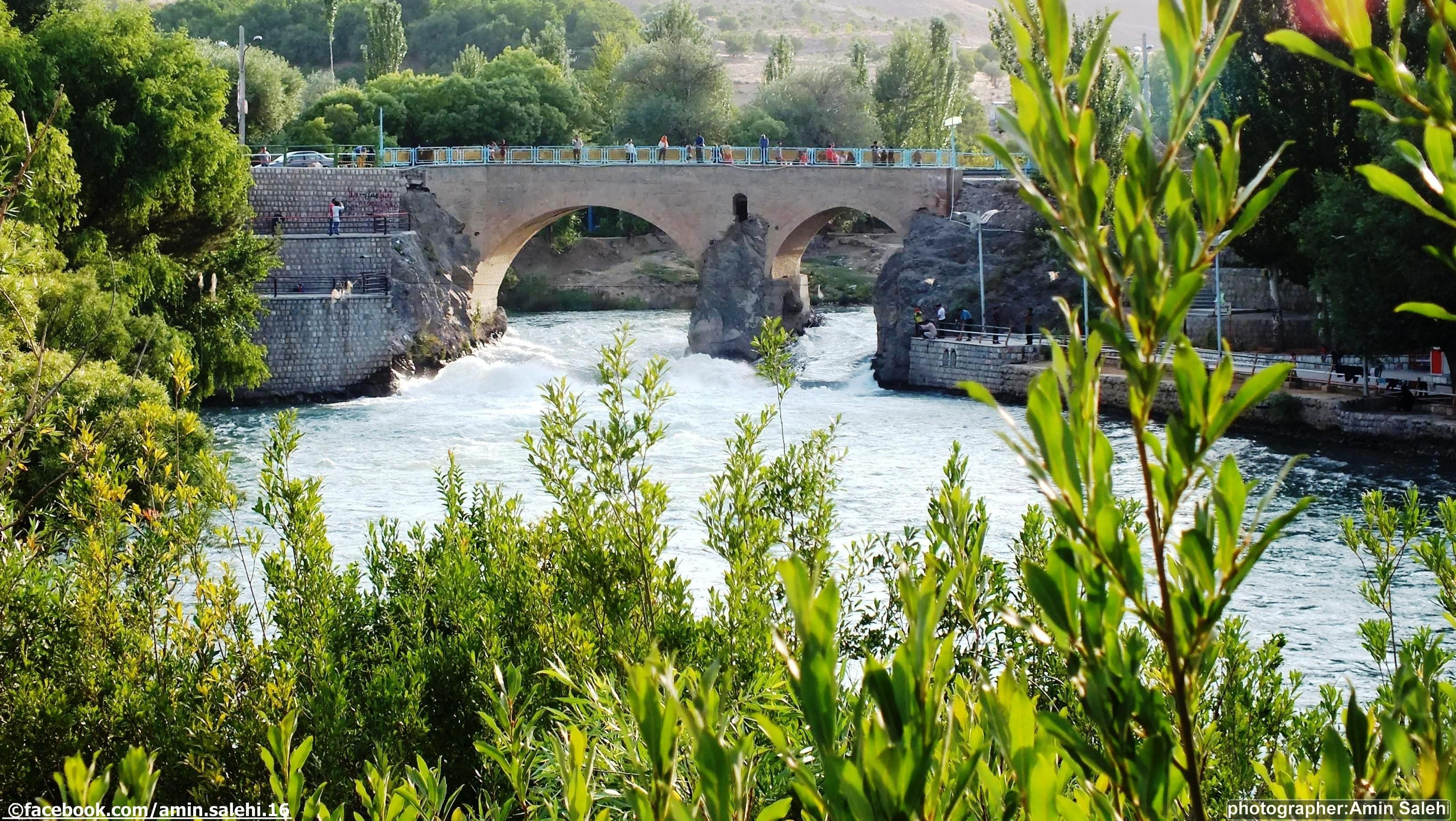
نمای روبرویی از پل زمانخان تابستان ۱۳۹۲
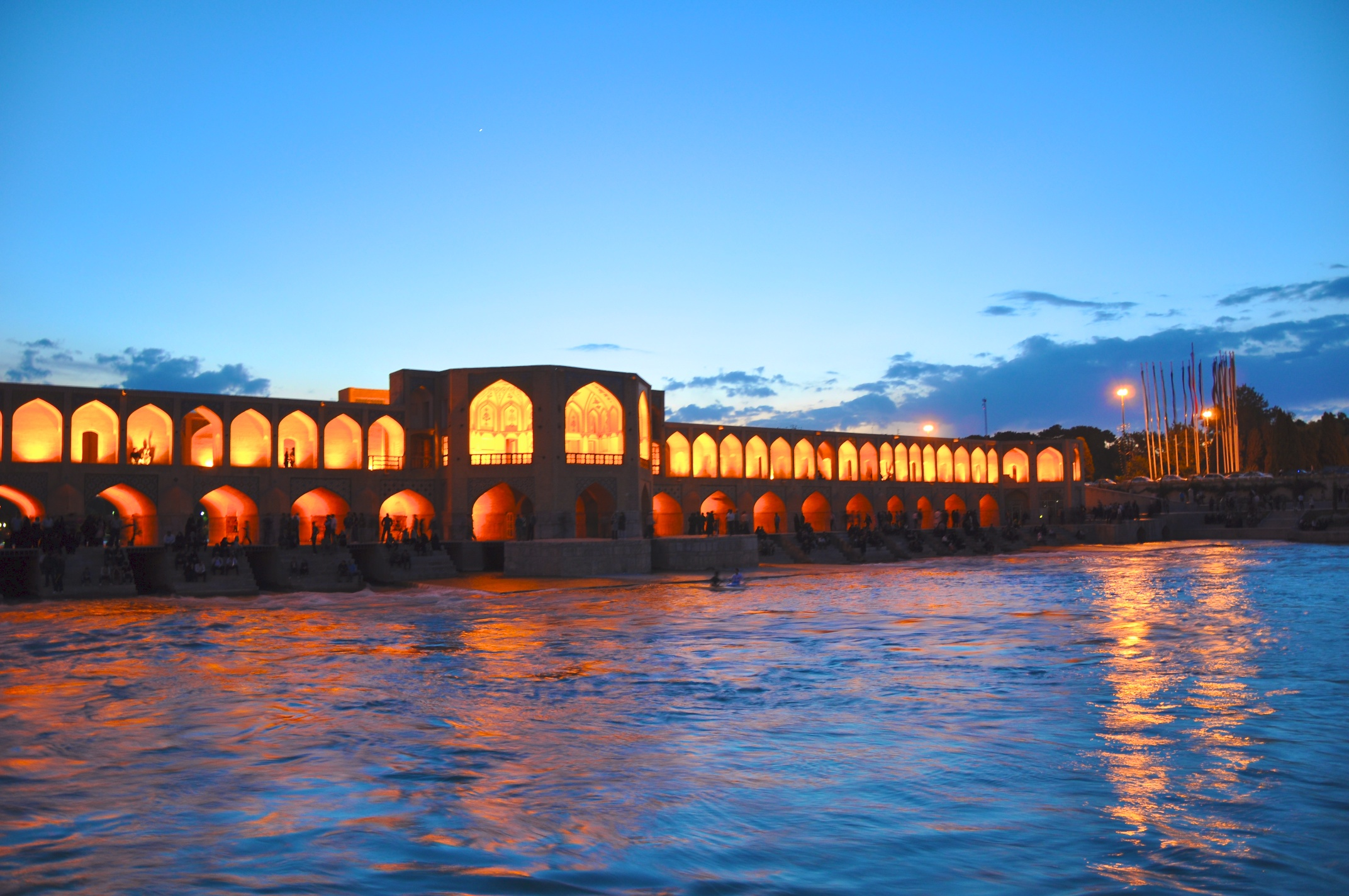
پل خواجو هنگام غروب
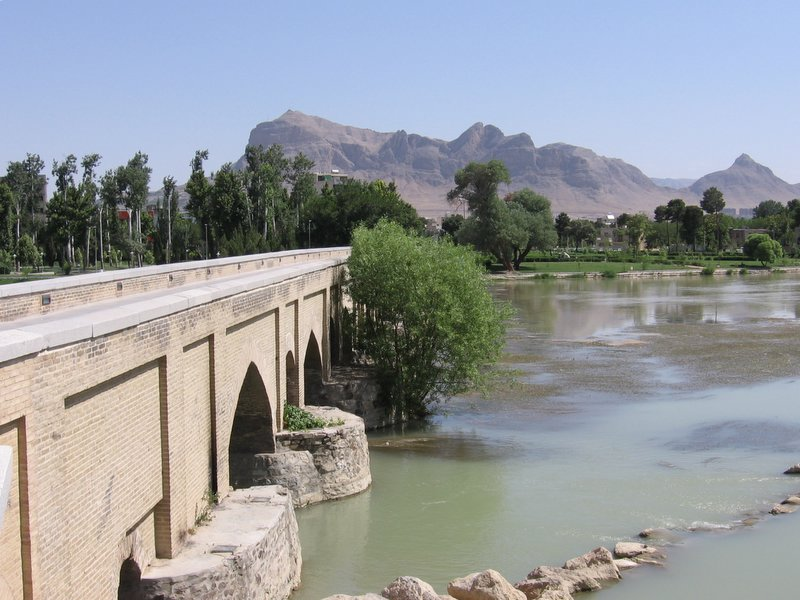
نمایی از پل مارنان، رودخانه زاینده‌رود و کوه صفه
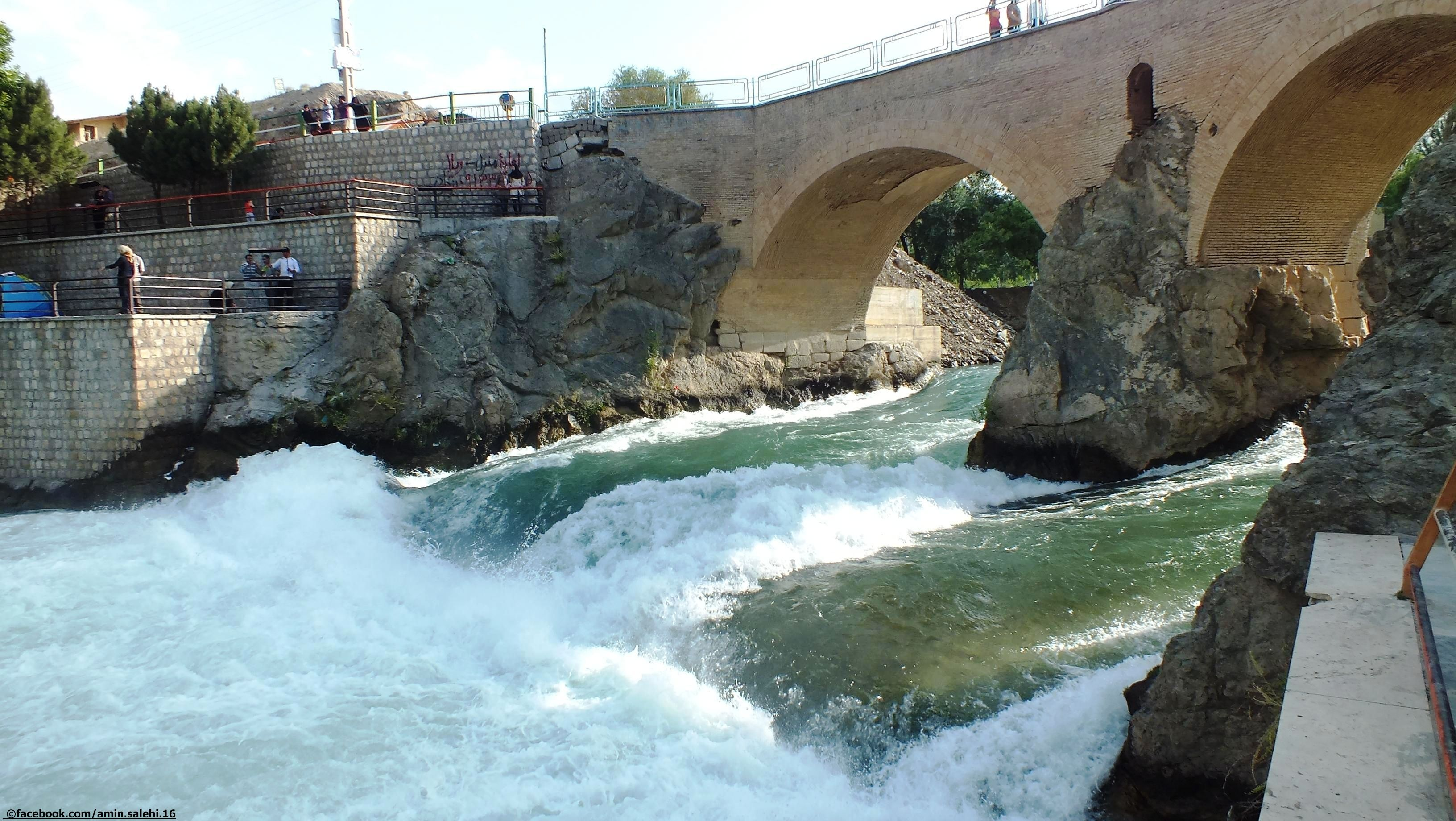
پل زمانخان - تابستان ۱۳۹۲
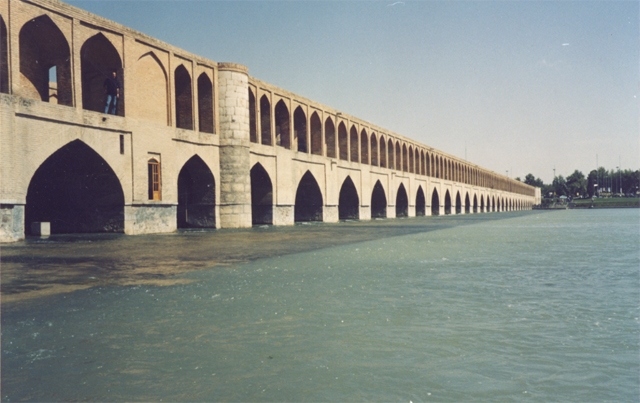
سی و سه پل
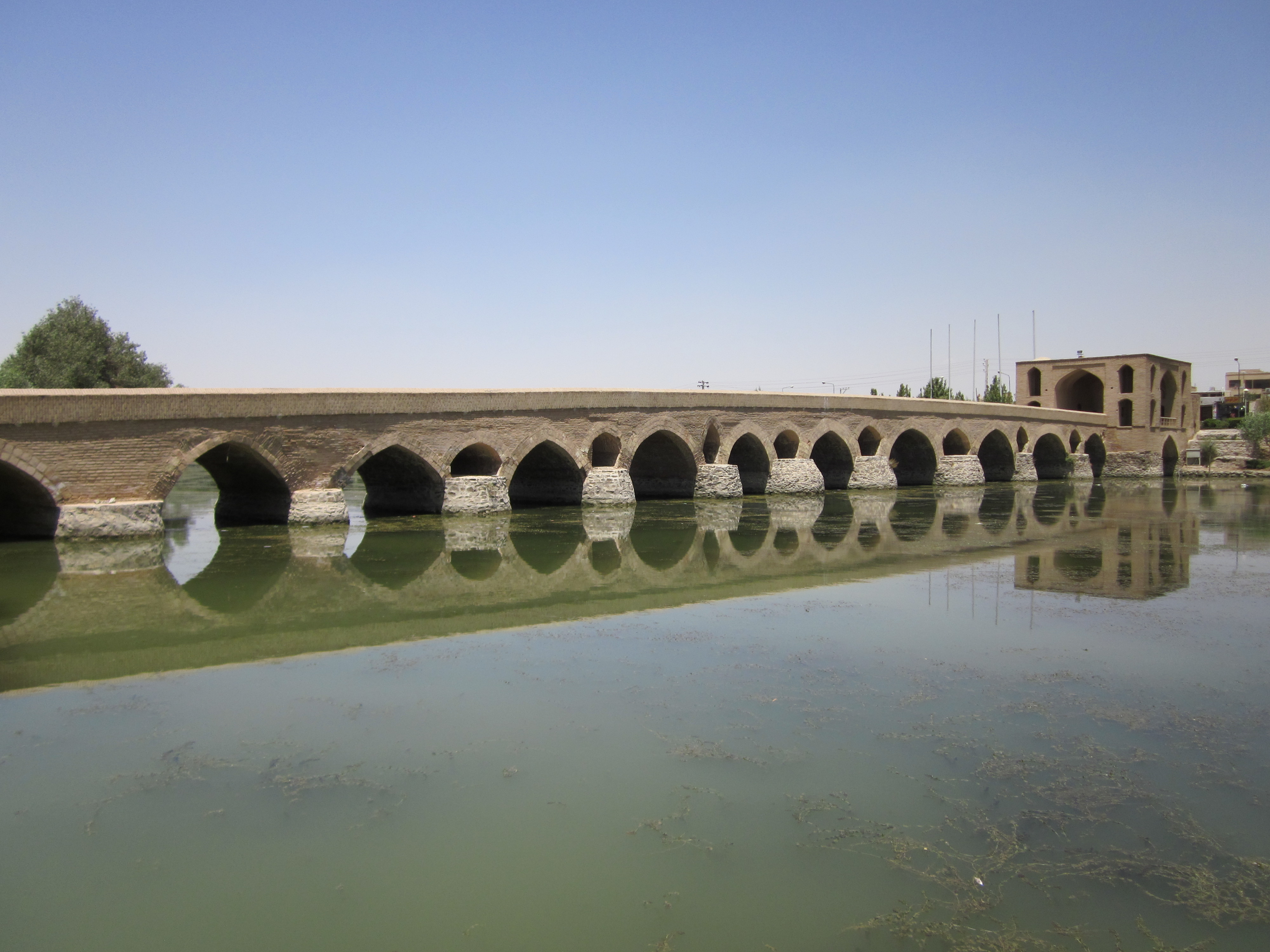
پل شهرستان
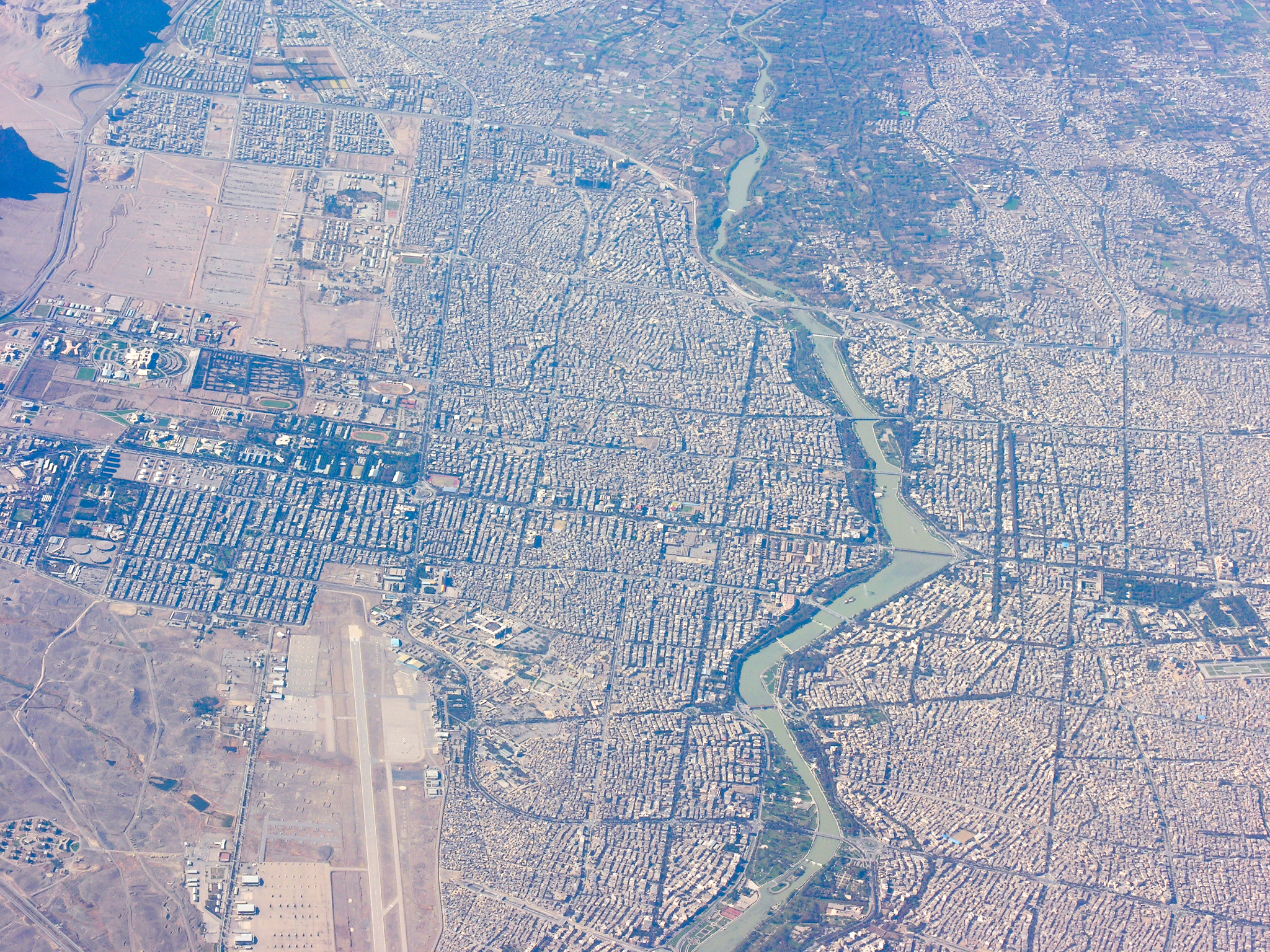
اصفهان ۲۵ آبان ۱۳۸۵

## فصول و سالهای مختلف زاینده‌رود

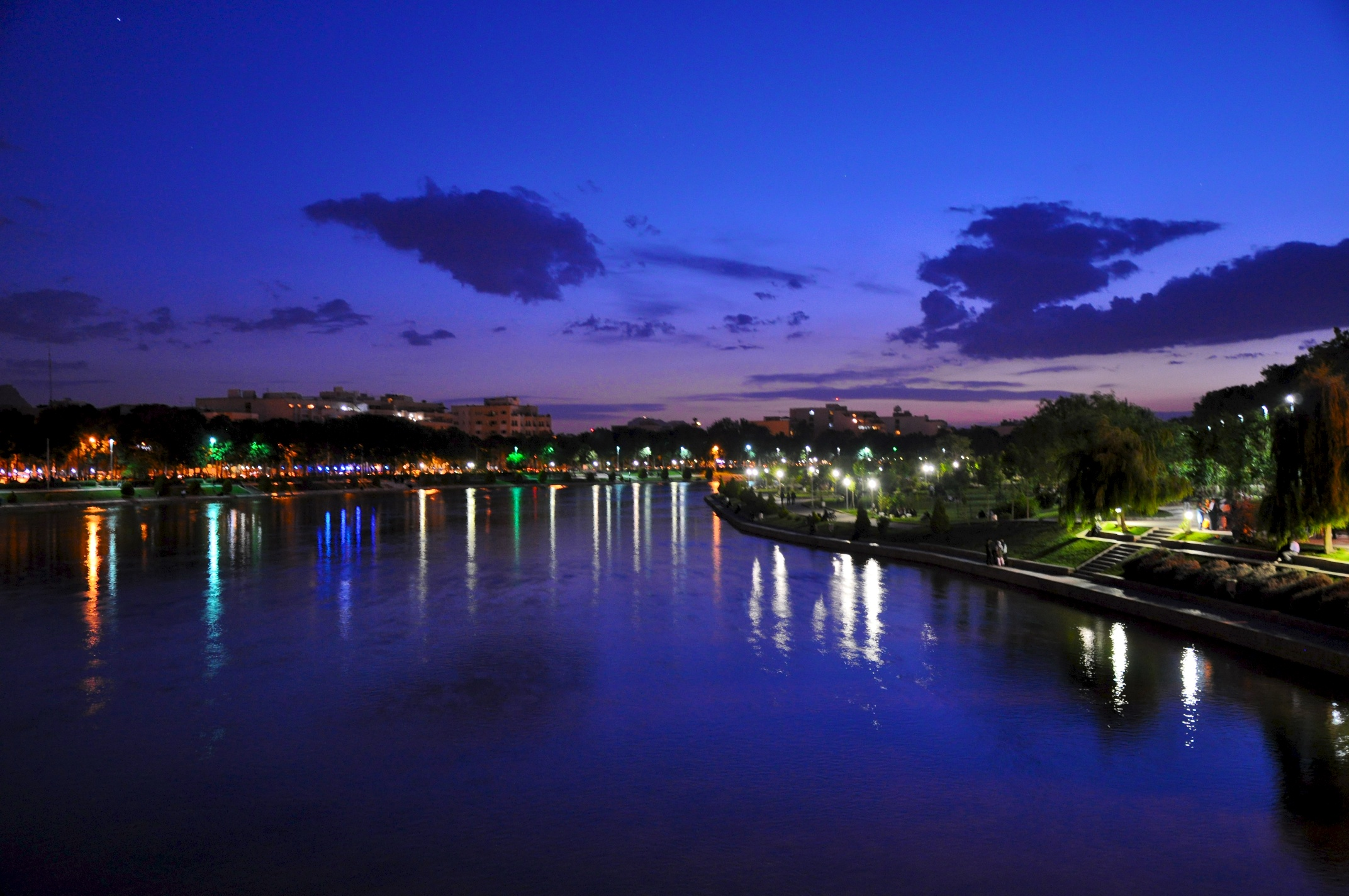
یک روز پرآب زاینده‌رود

## خشک شدن رودخانه زاینده‌رود

زاینده‌رود (اثر والتر میتل‌هولتسر حوالی سال ۱۳۰۴)

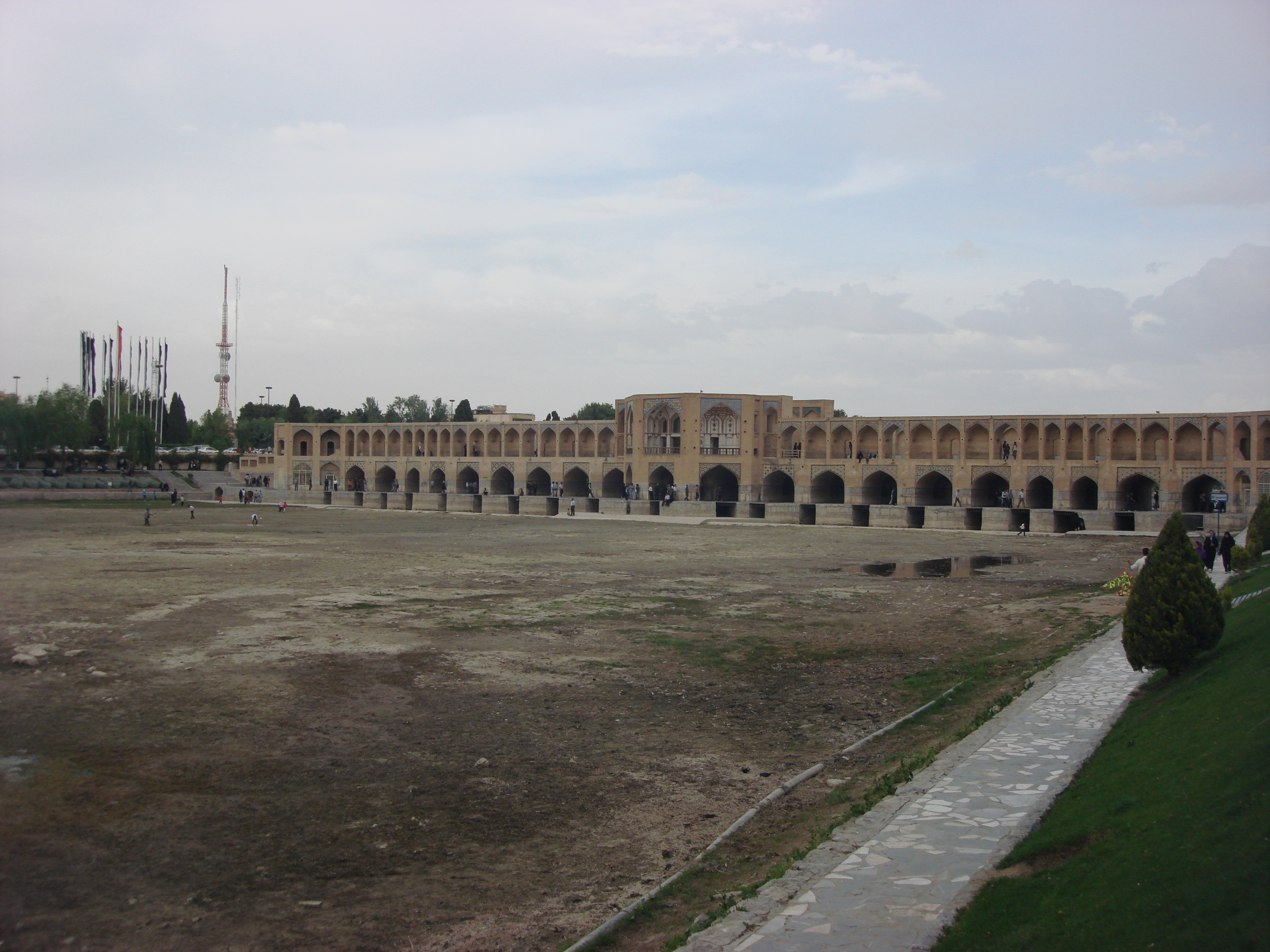
زاینده‌رود به هنگام خشکی (بهار ۹۰)

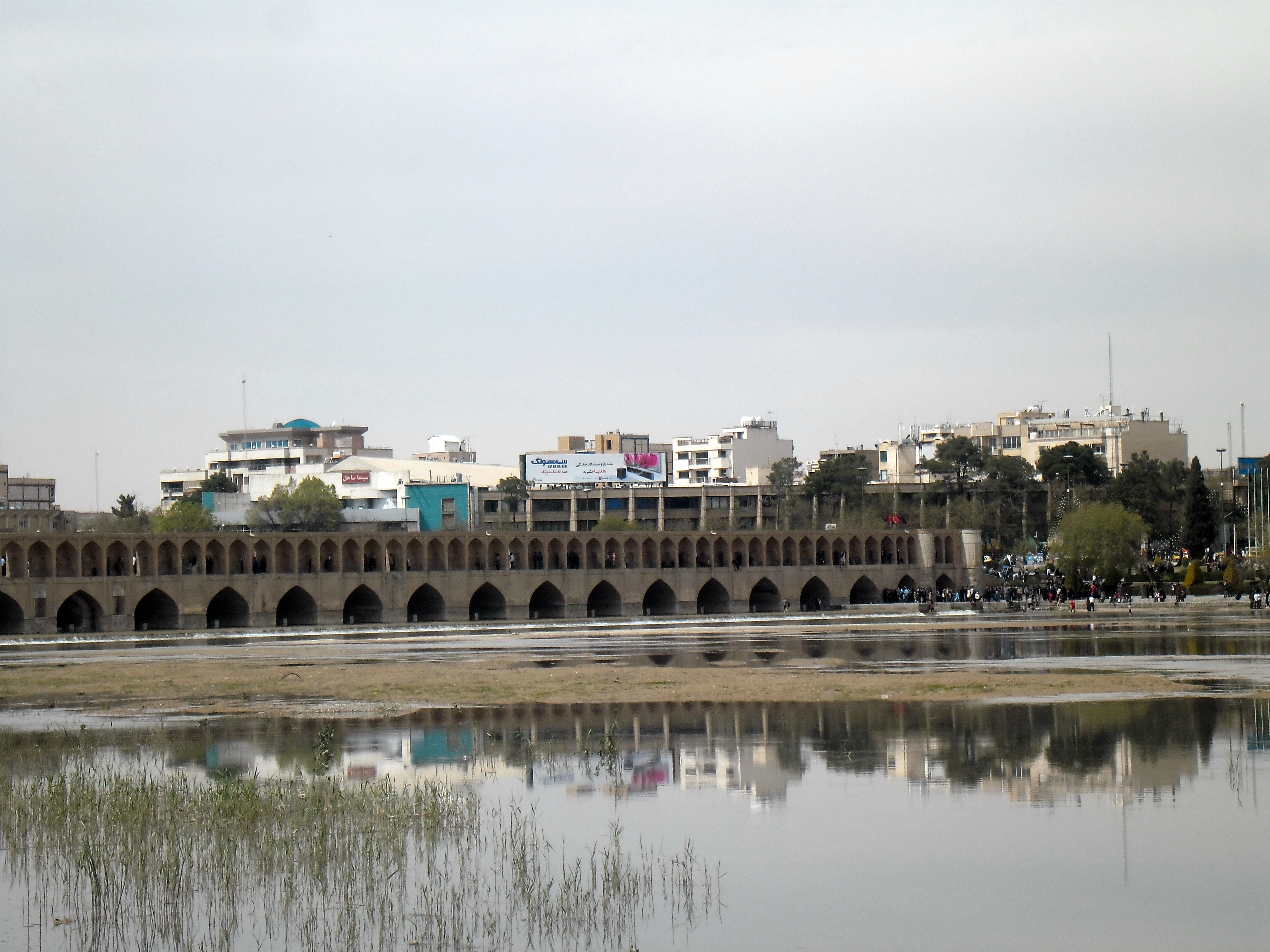
زاینده‌رود در نوروز ۱۳۹۳

## نگارخانه

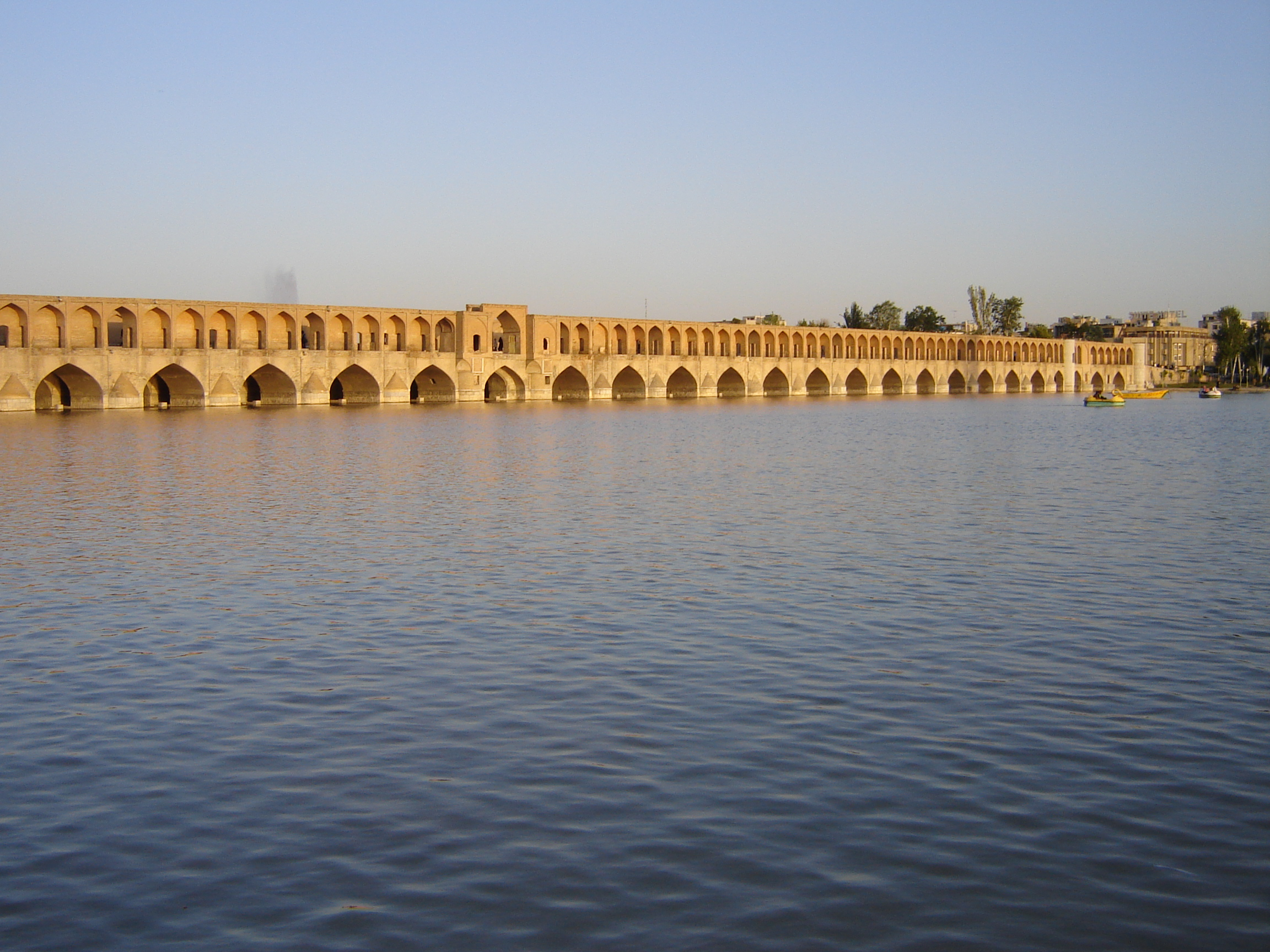
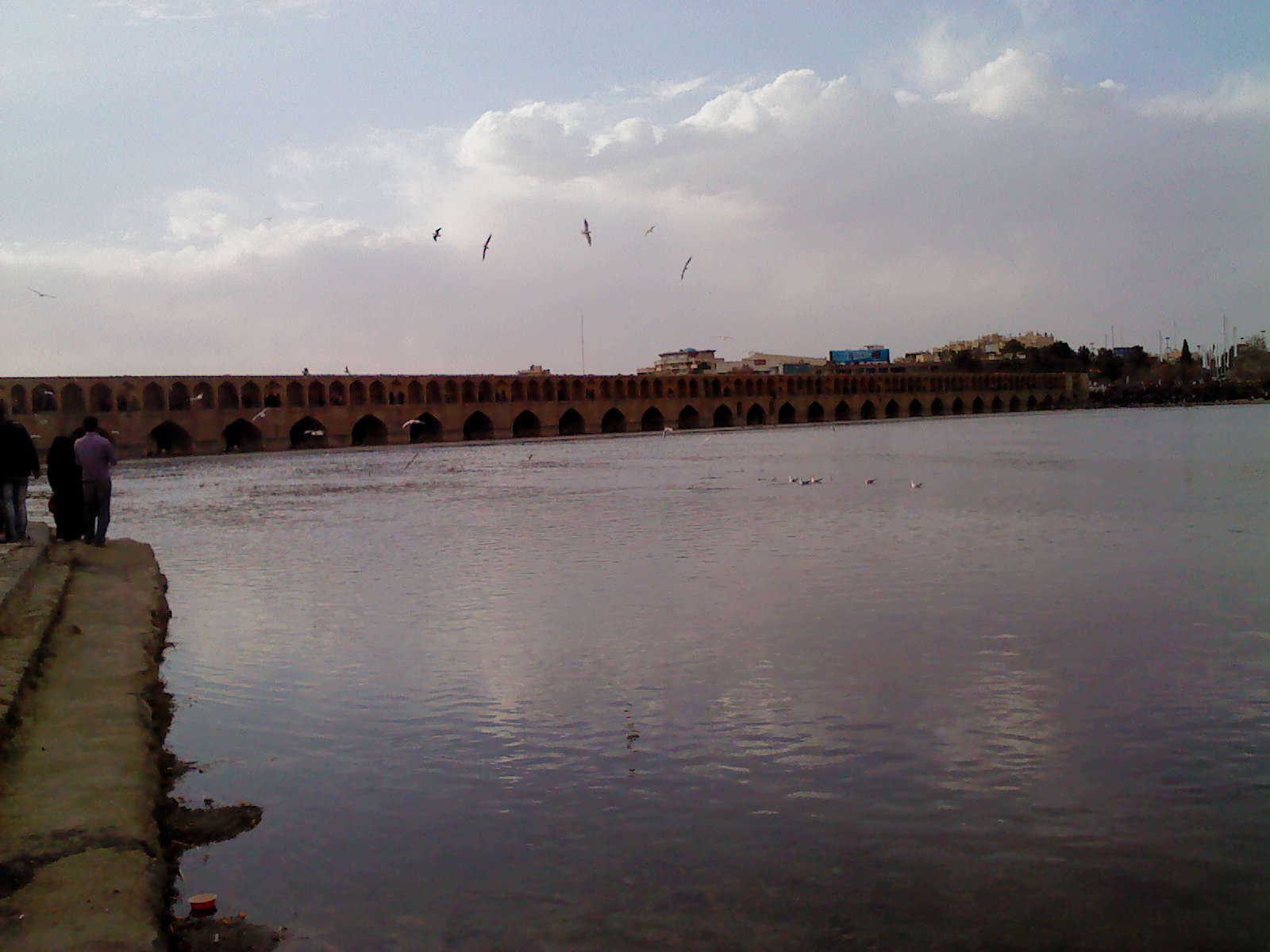
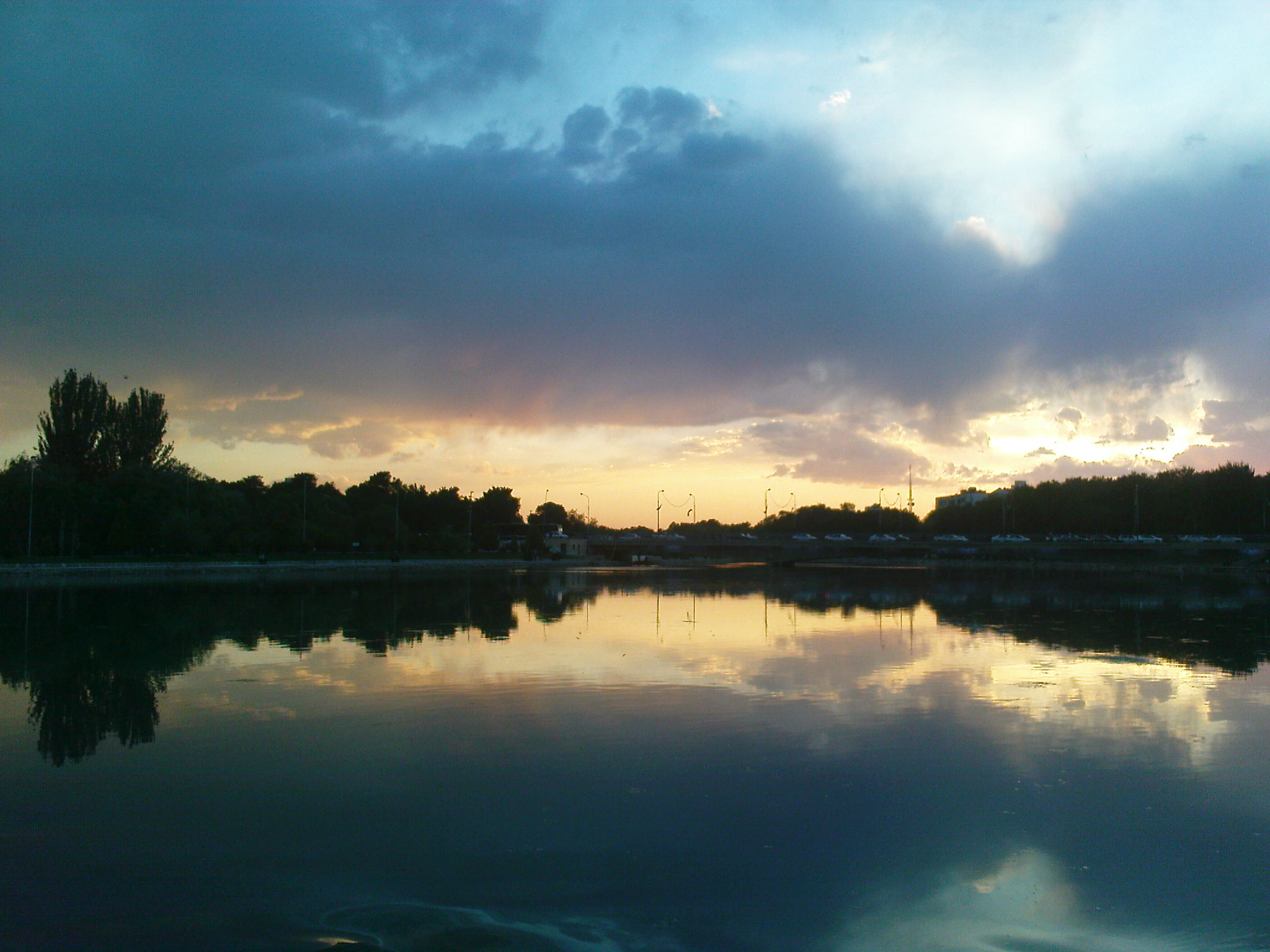
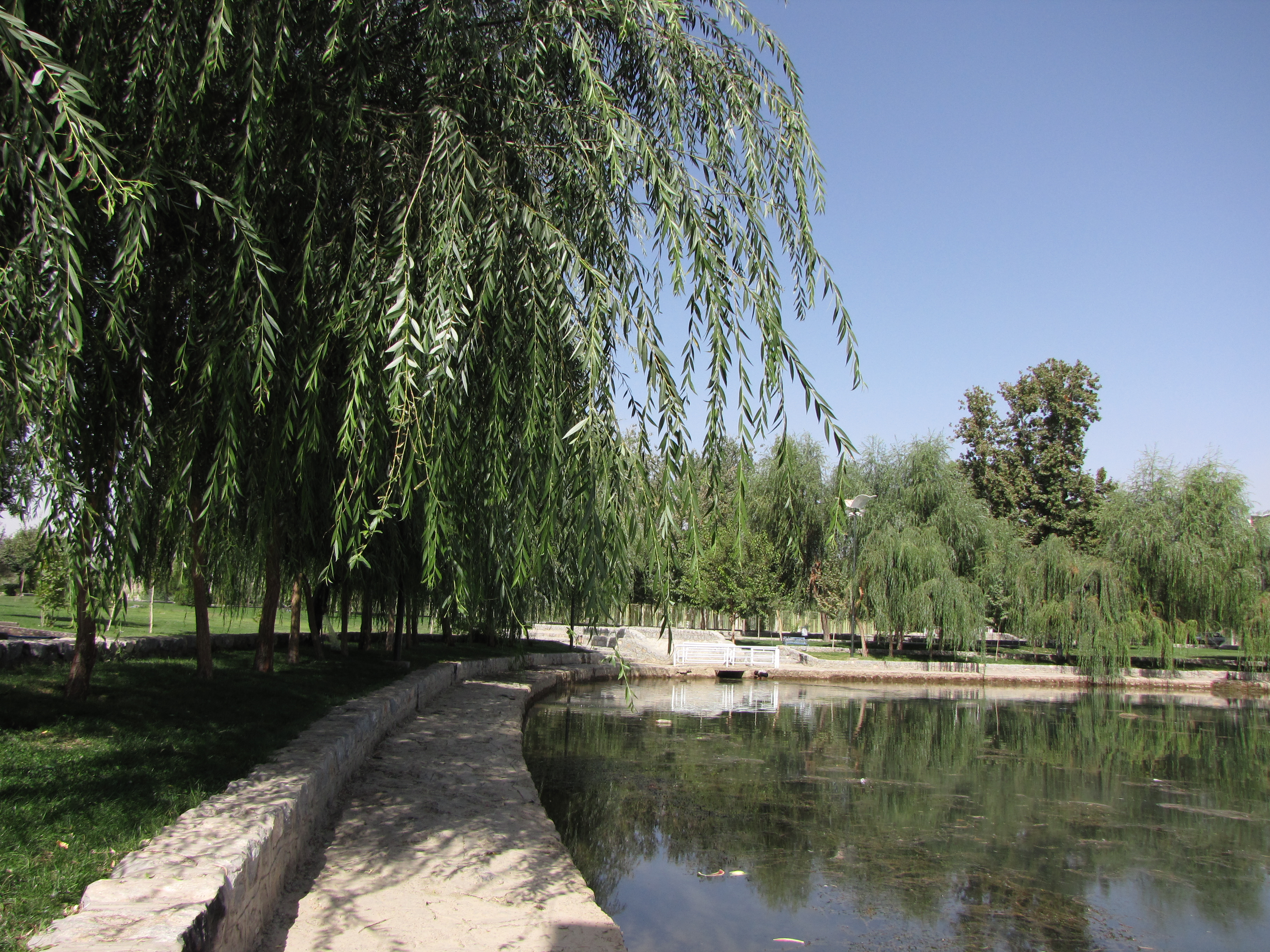
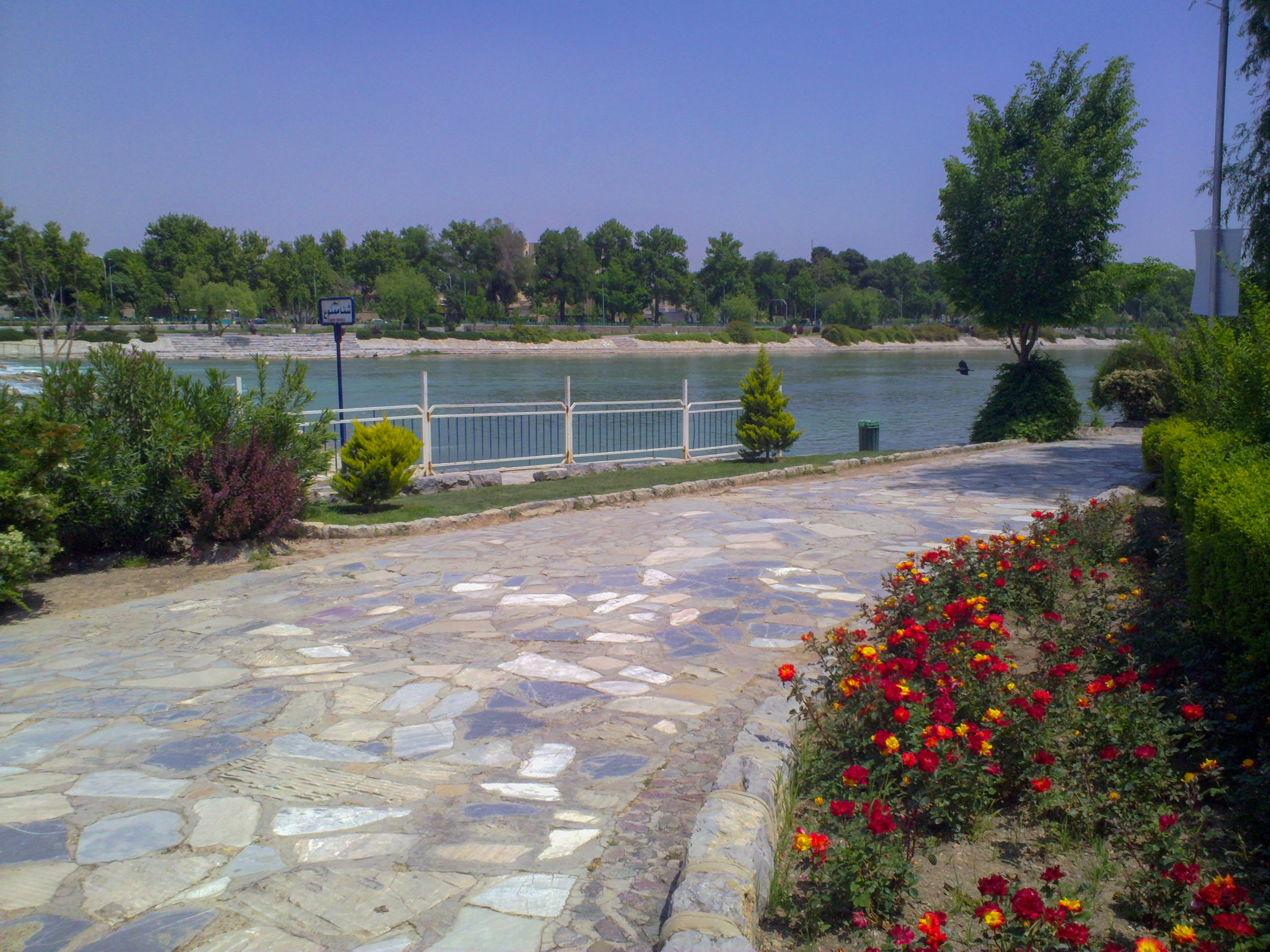